# Reignier-Ésery
Reignier-Ésery este o comună în departamentul Haute-Savoie din sud-estul Franței. În 2009 avea o populație de 6.589 de locuitori.

## Evoluția populației
| An        | 1975  | 1982  | 1990  | 1999  | 2006  | 2009  |
| --------- | ----- | ----- | ----- | ----- | ----- | ----- |
| Populație | 3.152 | 3.652 | 4.067 | 5.269 | 5.924 | 6.589 |